# Omnia (музыкант)
Евге́ний Алекса́ндрович Смирно́в (укр. Євген Олександрович Смирнов; род. 18 мая 1987; Донецк, СССР), более известен как Omnia — диджей, композитор и музыкальный продюсер.

## Биография
Родился 18 мая 1987 года в Донецке. С раннего возраста увлёкся электронной музыкой, однако изначально не придерживался определённых симпатий к какому-либо стилю в рамках данного жанра. Имеет неоконченное музыкальное образование по классу фортепиано.
В 20-летнем возрасте Евгений увлёкся написанием своих собственных треков и ремиксов. C 2008 года выступает в роли диджея. Был замечен такими значимыми представителями EDM как Armin van Buuren и Markus Schulz, которые использовали треки начинающего музыканта в своих радиошоу.
Широкую известность Omnia принесли треки 2012 года «The Fusion», «Hearts connected», «Halo».
В 2012 и 2013 годах включался в список «Топ-100 диджеев по версии фанатов» по версии журнала «DJ Magazine», заняв 58 и 48 место соответственно, первый представитель из Украины, занявший место в мировом списке лучших диджеев.

## Номинации
- DJ Awards (Electronic Music Awards) 2013 в категории Новичок (Newcomer);
- World Music Awards в номинации «Лучший исполнитель электронной танцевальной музыки»;
- M1 Music Awards в номинации «Совместный проект M1 и Kiss FM Dance Parade».

## Дискография
2019
- Omnia and Whiteout - "U"
- Omnia and Danyka Nadeau - "Hold On To You" (Whiteout Remix)

2018
- Omnia – "Cyberpunk"
- Lange and Sarah Howells – "Out Of The Sky" (Omnia Remix)
- Omnia and Ben Gold – "The Conquest"
- Omnia and DRYM – "Ethereal"
- Omnia and Alex Sonata – "Titans"
- Roman Messer and Betsie Larkin - "Unite" (Omnia Remix)

2017:
- Raz Nitzan and Maria Nayler – "Nothing Breaks Like A Heart" (Omnia Remix)
- Yan Space featuring Christian Burns – "Planet Earth" (Omnia Remix)
- Omnia and Cathy Burton – "Searchlight"
- Raz Nitzan and Maria Nayler - Nothing Breaks Like A Heart (Omnia Remix)
- Ben Gold and Omnia – "The Gateway"
- Omnia featuring Danyka Nadeau – "Hold On To You"
- Giuseppe Ottaviani and Kyler England – Firefly (Omnia Remix)
- Omnia and DRYM – "Enigma"
- Omnia featuring Jonny Rose – "Why Do You Run"

2016:
- Armin van Buuren featuring Sarah Decourcy – "Face Of Summer" (Omnia Remix)
- Omnia – "Hold Me"
- Omnia – "Ultra"
- Omnia featuring Christian Burns – "All I See Is You"
- Omnia and Audrey Gallagher – "I Believe"
- Omnia – "Mystique"
- Omnia – "Alien"

2015:
- Omnia – "Shanghai"
- Omnia featuring Tilde – "For The First Time"
- Omnia and Luke Bond – "Reflex"
- Andrew Rayel – Impulse (Omnia Remix)

2014:
- Omnia featuring Jonny Rose – "Two Hands"
- Omnia – "Tomorrow People"
- Gareth Emery and Krewella – Lights and Thunder (Omnia remix)

2013:
- Omnia featuring Everything By Electricity – "Bones"
- Omnia – "Immersion"
- Ronski Speed featuring Lucy Saunders – Rise Again (Omnia Remix)
- Omnia – "The Light"

2012:
- Cosmic Gate featuring Emma Hewitt – Calm Down (Omnia Remix)
- Omnia – "Infina"
- Omnia featuring Ana Criado – "No One Home"
- Ashley Wallbridge featuring Audrey Gallagher – Bang the Drum (Omnia Remix)
- Omnia featuring Cathy Burton – "Hearts Connected"
- Omnia and IRA – "The Fusion"
- Omnia featuring Melissa Loretta – Halo"

2011:
- Arty and Mat Zo – Rebound (Omnia Remix)
- Andy Moor Vs M.I.K.E. – Spirits Pulse (Omnia Remix)
- Boom Jinx featuring Justine Suissa – Phoenix From The Flames (Omnia and The Blizzard Remix)
- Markus Schulz featuring Ana Criado – Surreal (Omnia Remix)
- Omnia pres. Ain Mo – "The Tune"
- Omnia pres. Ain Mo – "Plug & Play"
- The Blizzard and Omnia – "My Inner Island"

2010:
- Smart Apes Vs Anna Lee featuring Kate Miles – Perfect 2011 (Omnia Vocal Mix)
- Omnia and The Blizzard featuring Susana – "Closer"
- The Blizzard and Omnia – "Metanoia"

2009:
- Ron Hagen and Pascal M – Riddles In The Sand (Omnia Remix)
- Sequentia featuring Per Linden – Undiscovered (Omnia Remix)
- Monogato – Miami Vibe (Omnia Remix)
- Armin van Buuren featuring Jacqueline Govaert – Never Say Never (Omnia Remix)
- Omnia – "Stick In Monday"

2008:
- Orjan Nilsen – La Guitarra (Omnia Remix)
- Teya – Only You (Omnia Remix)
- In Progress and Omnia – "Air Flower"
- In Progress – Avalanche (Omnia Remix)

## Ссылка
- djomnia.com (англ.) — официальный сайт Omnia